# Орчха

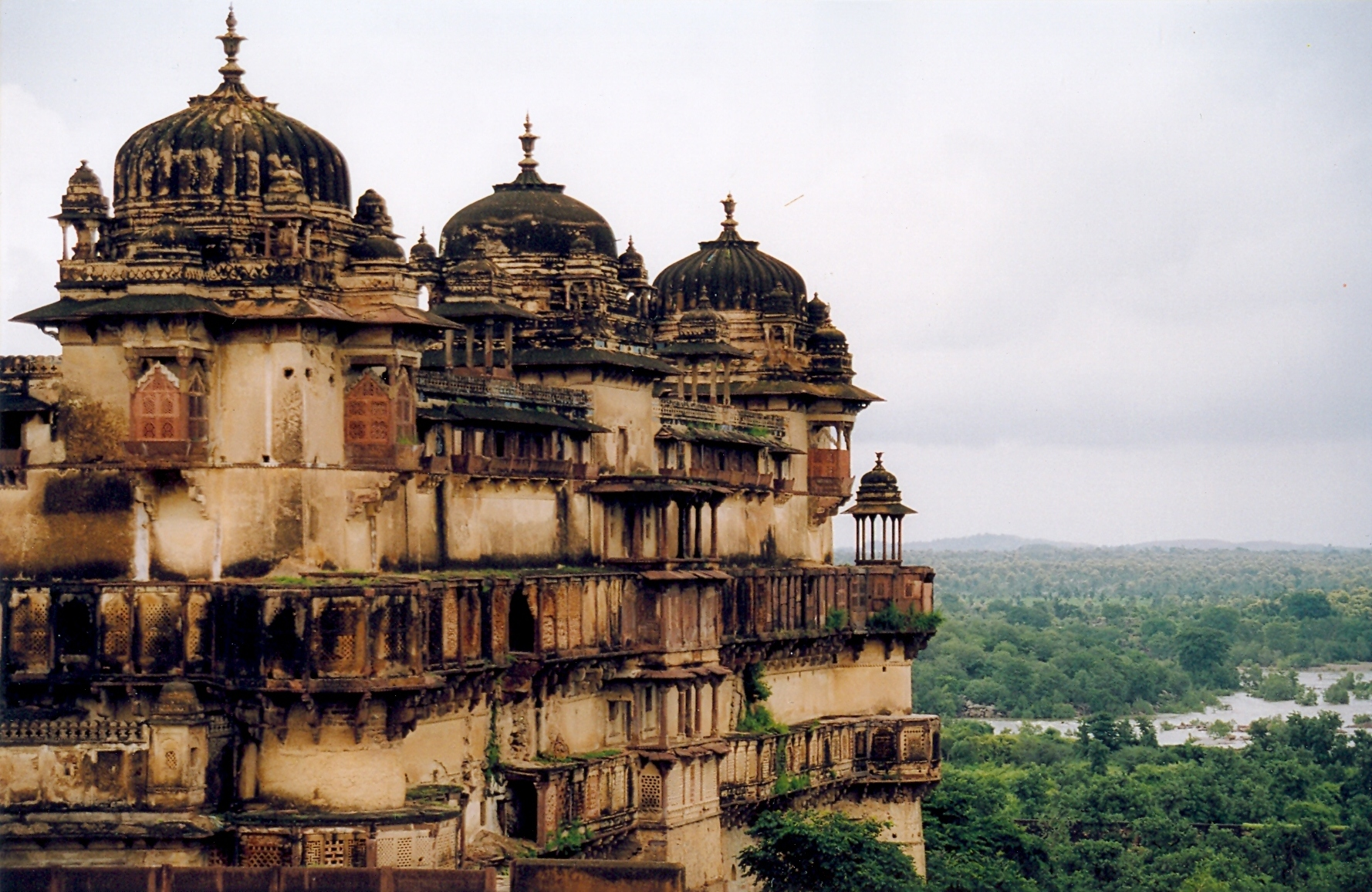
Дворец в Орчхе

Орчха, Орачха (англ. Orchha, Orachha; хинди ओरछा) — город в Бунделкханде, штат Мадхья-Прадеш. Расположен на реке Бетва (приток Джамны), недалеко от города Джханси. Население — 8499 человек (2001).
Город основан в XVI веке раджпутским раджой Рудра Пратап Сингхом, ставшим первым правителем княжества Орчха.

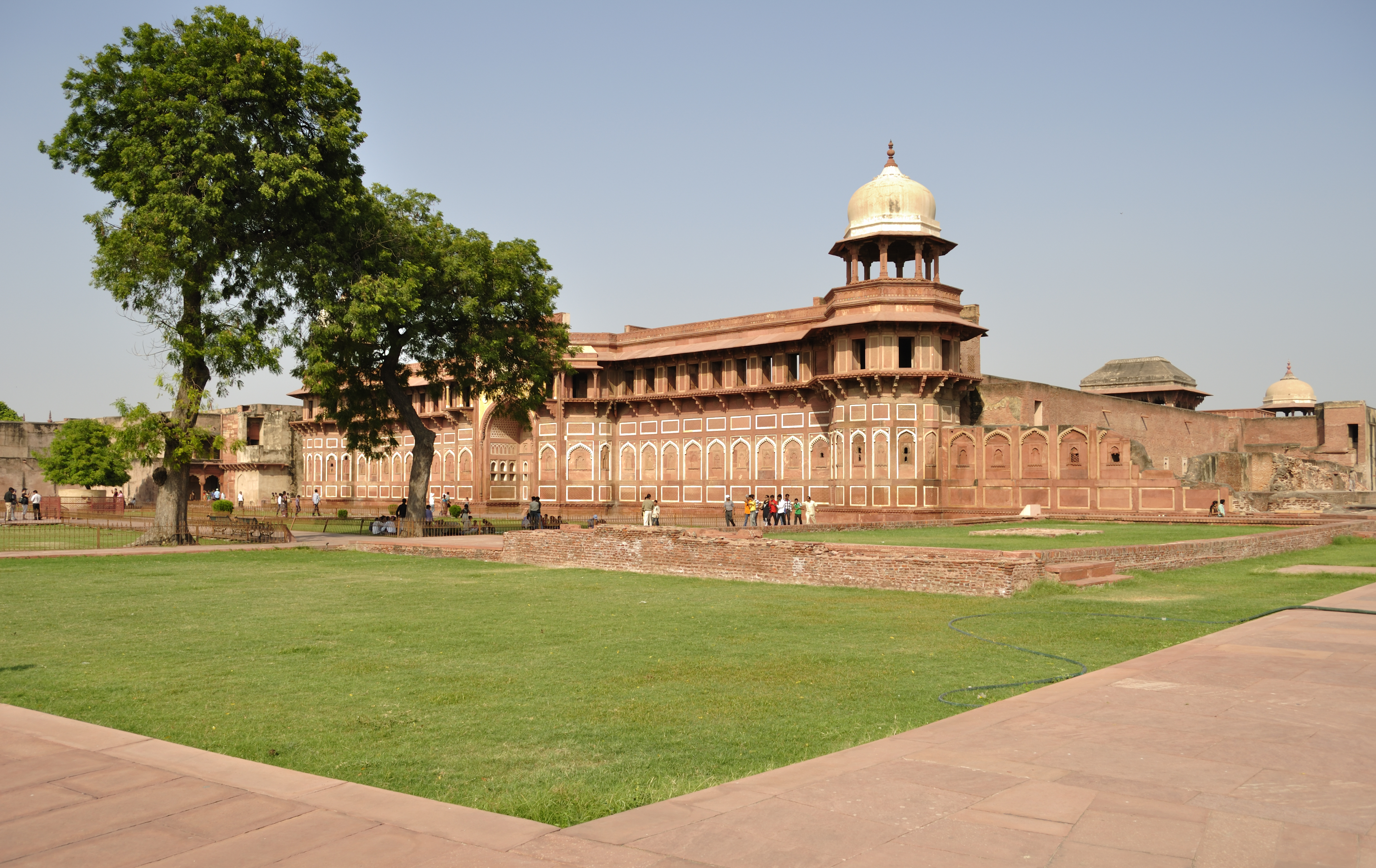
Джахангир махал.

В городе сохранилось несколько дворцов и индуистских храмов XVI—XVIII веков, благодаря которым Орчха превратилась в важный туристический центр.
Одна из главных достопримечательностей — дворец Радж-Махал со своими росписями на тему индуистской мифологии, а также дворец Джахангир-Махал могольского периода.